# Monday James
Monday James, född 19 oktober 1986, är en nigeriansk fotbollsspelare som för närvarande är kontraktslös. Han är en försvarare som kan spela både centralt och på vänsterkanten. Hans favoritmat är ris och drömresemålet är Tyskland, vilket han berättade i Hammarby Fotbolls intervjuserie "Personligt".

## Karriär
Monday började sin karriär i Bendel Insurance FC, varefter han i januari 2006 överfördes till Bayelsa United FC. Efter det fick han i november 2008 ett fem månaders lån till svenska klubben Hammarby IF, efter ett par försök med klubben. I lånevillkoret fanns en klausul som gav Hammarby möjligheten att köpa Monday när lånetiden löpt ut. Hammarby valde att utnyttja optionen och Monday hade därmed ett permanent kontrakt med dem.
Han tog silver med det nigerianska landslaget under OS i Peking 2008.